# Tabanus administrans
Tabanus administrans är en tvåvingeart som beskrevs av Ignaz Rudolph Schiner 1868. Tabanus administrans ingår i släktet Tabanus och familjen bromsar. Inga underarter finns listade i Catalogue of Life.